# Orthodiplosis macura
Orthodiplosis macura är en tvåvingeart som beskrevs av Jean-Jacques Kieffer 1913. Orthodiplosis macura ingår i släktet Orthodiplosis och familjen gallmyggor.
Artens utbredningsområde är Kenya. Inga underarter finns listade i Catalogue of Life.